# Gorden Torp
Gorden Torp (født 14. februar 1916, Frederiksberg, død 19. april 1945) var en dansk kunsthåndværker, der først var modstandsmand og senere blev stikker i gruppen omkring Ib Birkedal Hansen.

## Liv og karriere
Gorden Torp kom efter sin konfirmation ud at sejle. Senere blev han kunsthåndværker. Han meldte sig til Fremmedlegionen, men stak af og kom tilbage til Danmark, hvor han kom ud i småkriminalitet. I 1941 fik han en dom på 80 dages fængsel for hæleri af stjålne cykeldæk. Under krigen kom han med i modstandsbevægelsen i København. Hans gruppe blev afsløret og han blev arresteret og interneret i Frøslevlejren.
I februar 1945 blev Torp frigivet fra fangeskab, angiveligt med valget mellem enten at gå med i Birkedals gruppe eller komme tilbage til fangelejren i Frøslev med risiko for at havne i tyske koncentrationslejre. Under arbejdet som stikker i Ib Birkedal Hansens gruppe blev Torp likvideret den 19. april 1945, liget af Torp blev dog først fundet den 25. december 1950.